# Agioi Theodoroi (Elida)
Agioi Theodoroi  este un oraș în Grecia în prefectura Elida.